# 1-芘亚甲基丙二腈
1-芘亚甲基丙二腈是一种有机化合物，化学式为C20H10N2。它可由1-芘甲醛和丙二腈在哌啶催化下于乙醇中反应制得。它和N-溴代丁二酰亚胺在乙腈水溶液中光照，C=C键发生断裂，生成1-芘甲醛。